# جامعة تونكو عبد الرحمن
جامعة تونكو عبد الرحمن هي جامعة خاصة غير ربحية في ماليزيا تشتهر بتخريج العديد من الخريجين البارزين بين المجتمع الماليزي الصيني. تم تصنيفها ضمن أفضل 100 جامعة في تصنيف جامعة آسيا للتعليم العالي لعام 2018 وأعلى 600 في تصنيف جامعة تايمز للتعليم العالي العالمية 2021، مما يجعلها الثانية في ماليزيا فقط بعد جامعة مالايا.
جامعة تونكو عبد الرحمن هي إحدى جامعات التكنولوجيا الرقمية الرائدة المعترف بها من قبل شركة ماليزيا للاقتصاد الرقمي، وتركز على تزويد الطلاب بتدريب نظري وعملي من الدرجة الأولى لتلبية متطلبات الاقتصاد الرقمي للبلاد، وتصبح أول مؤسسة ماليزية جزءًا من سحابة التحالفات الأكاديمية علي بابا. كما منحت جامعة تونكو عبد الرحمن جائزة مجلس التقنيين الماليزيين للجامعة / الكلية الداعمة من قبل مجلس التقنيين الماليزيين، لتقديم الدعم لهم من خلال حملة طلب العضوية للموظفين واعتماد البرامج من قبل مجلس التقنيين الماليزيين. كما منحت جامعة تونكو عبد الرحمن أصحاب العمل الأكثر جاذبية للعمل لديهم في عام 2021 من خلال جائزة اختيار الخريجين. وجائزة التميز الحائز على جائزة 2020 البرونزية الإقليمية (آسيا والمحيط الهادئ) من قبل معهد تشارترد في ماناج.
تأسست جامعة تونكو عبد الرحمن في يونيو 2002 من خلال مؤسسة جامعة تونكو عبد الرحمن التعليمية، وهي منظمة غير ربحية، وتم تسجيل ما مجموعه 411 طالبًا في يونيو 2002 لأول دفعة. اعتبارًا من عام 2016، نمت الجامعة لتبلغ 20.490 طالبًا. في البداية، قدمت الجامعة ثمانية برامج للحصول على درجات مع مرتبة الشرف فقط، ولكنها تقدم الآن أكثر من 110 برنامجًا، بما في ذلك برامج الدرجات التأسيسية والجامعية والدراسات العليا.
اعتبارًا من اليوم، تضم جامعة تونكو عبد الرحمن 9 كليات و3 معاهد أكاديمية و3 مراكز أكاديمية و 32 مركزًا بحثيًا و242 جامعة شريكة و162 شريكًا صناعيًا.
يوجد بالجامعة حرمين جامعيين، حرم كامبار الحائز على جوائز في ولاية فيرق والآخر في سونجاي لونج الواقع داخل وادي كلانج في ولاية سلاغور. احتفظت الجامعة ذات مرة بحرم جامعي في بيتالينغ جايا وكوالالمبور، ولكن في يونيو 2015 تم دمجها مع حرم سونجاي لونج الجامعي.
كما أقامت الجامعة شراكات أكاديمية واسعة النطاق مع جامعات دولية في الولايات المتحدة، والمملكة المتحدة، وكندا، وأستراليا، وألمانيا، وفرنسا، وروسيا، وسنغافورة، وإندونيسيا، والصين، وهونغ كونغ، وتايوان، وكوريا الجنوبية، وإسبانيا، وبولندا، إلخ.

## تاريخ
في يوليو 2001، تلقت الجمعية الماليزية الصينية، وهي منظمة بارزة في المجتمع الماليزي الصيني، دعوة من وزارة التعليم الماليزية لتأسيس جامعة. تون د. لينغ ليونج سيك، رئيس الجمعية الماليزية الصينية، ترأس لجنة وضعت إطار عمل لتأسيس الجامعة. وشكلت لجنة أخرى لتجميع المستندات اللازمة للحصول على موافقة السلطات المحلية. ترأس اللجنة الثانية تان سري داتوك الدكتور نج لاي سوي، مدير كلية تونكو عبد الرحمن الجامعية، وهي مؤسسة للتعليم العالي أنشأتها أيضًا الجمعية الماليزية الصينية، وضمت الدكتور لاي فات سيان، رئيس كلية إدارة الأعمال. دراسات في الكلية الجامعية، الذي أصبح العميد المؤسس

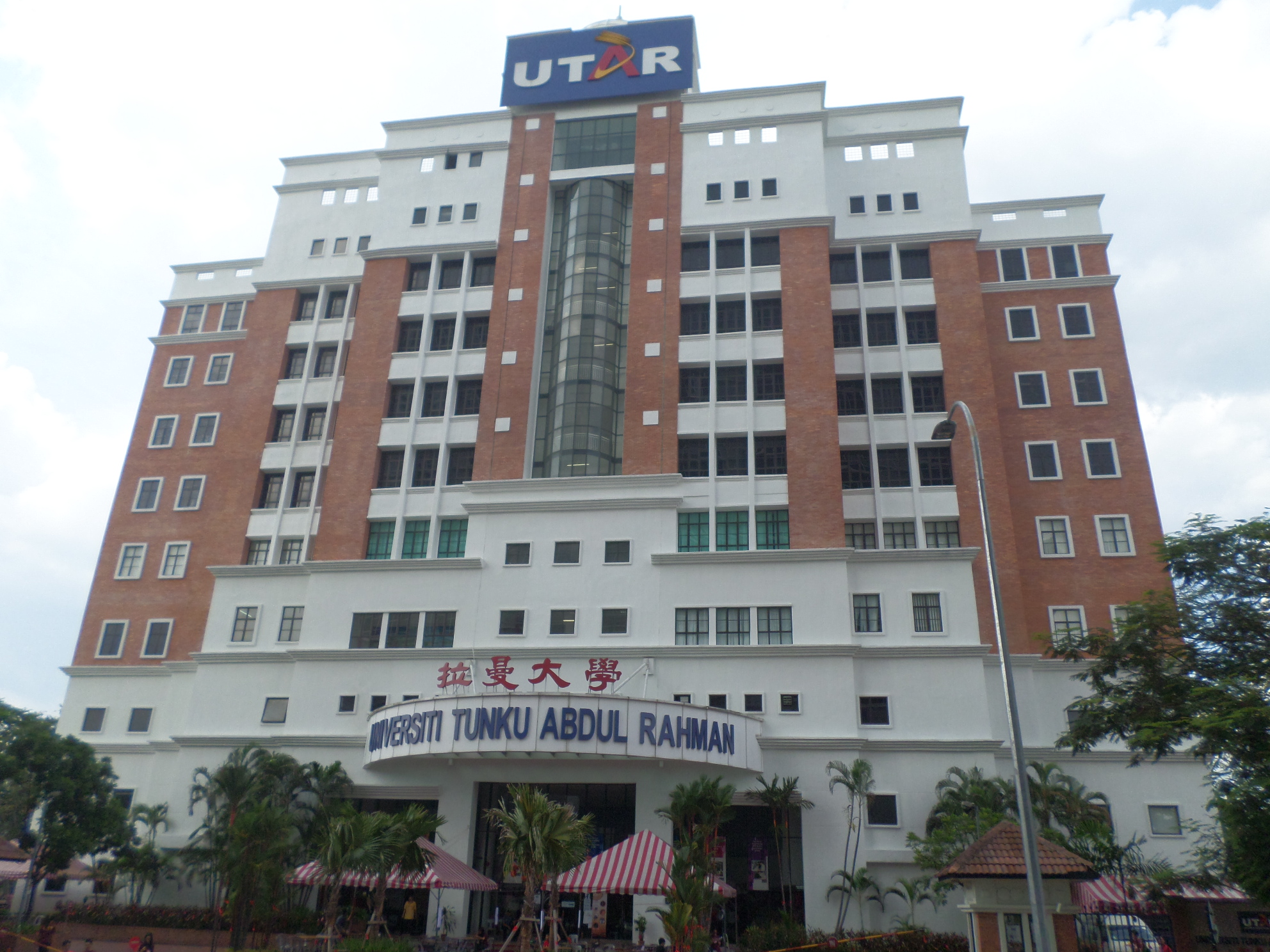
جامعة تونكو عبد الرحمن سونغاي لونغ الحرم الجامعي

لكلية جامعة تونكو عبد الرحمن للمحاسبة والإدارة. كما أنشأت الجامعة كلية الآداب والعلوم الاجتماعية، بقيادة الدكتور يوه سوان باو، وكلية تكنولوجيا المعلومات والاتصالات بقيادة الدكتور تان شيك هيوك. تم تعيين الدكتور تون الدكتور لينغ ليونج سيك رئيسًا لمجلس إدارة جامعة تونكو عبد الرحمن وأصبح الدكتور نج لاي سوي أول رئيس ومدير تنفيذي.
في يونيو 2002، فتحت جامعة تونكو عبد الرحمن أبوابها للطلبة الرواد في حرمها الجامعي الأول الواقع في القسم 13 من بيتالينغ جايا، في مبنى كان يملكه سابقًا ناشر صحيفة يومية محلية تسمى النجم.
من خلال الكليات الثلاث المنشأة حديثًا، قدمت الجامعة برامجها الثمانية الأولى للحصول على درجات الشرف في ذلك الوقت، استضافت كلية المحاسبة والإدارة، تحت إشراف العميد المؤسس الدكتور لاي فات سيان، أكثر من 6000 طالب ووصفت بأنها أكبر كلية إدارة أعمال في جامعة ماليزية خاصة. ومع ذلك، نظرًا لقيود المساحة وشعبية الدورات، كان من المطلوب التوقف عن الالتحاق بمتطلبات استيعاب عالية بشكل ملحوظ وشعر الكثيرون بخيبة أمل لرفض طلباتهم. وقد أدى ذلك في النهاية إلى الحصول على خريجين من ذوي الكفاءات العالية مدفوعين بالسوق تطلبهم الصناعة بشدة.
أقيم حفل رسمي لإطلاق جامعة تونكو عبد الرحمن في 13 أغسطس 2002 في القاعة الرئيسية لكلية تونكو عبد الرحمن الجامعية، وهي مؤسسة أخرى للتعليم العالي أسستها الجمعية الماليزية الصينية. حضر الحفل رابع رئيس وزراء لماليزيا مهاتير بن محمد. كما ترأس رئيس الوزراء حفل افتتاح الجامعة في حرمها الجامعي الجديد في كامبار بولاية بيراك.
تان سري داتوك تقاعدت الدكتورة نج لاي سوي كرئيسة في 31 مارس 2009. وخلفها داتوك د. تشواه هين تيك. بعد تقاعدها، غادر العديد من الموظفين الرائدين الذين عملوا معها منذ بداية الجامعة المؤسسة أيضًا.
تقاعد الدكتور داتوك الدكتور تشواه هين تيك من منصبه كرئيس في 31 أغسطس 2019. وخلفه الدكتور إيوي هونغ تات اعتبارًا من 1 سبتمبر 2019.

## الحرم الجامعي
تقع معظم جامعة تونكو عبد الرحمن في حرم جامعي تبلغ مساحته 1300 فدان (2.03 ميل مربع، 5.26 كيلومتر مربع)، وهي واحدة من أكبر الجامعات الخاصة في ماليزيا.

### حرم كامبار الرئيسي
يقع الحرم الجامعي الرئيسي لجامعة تونكو عبد الرحمن كامبار في كامبار، بيراك.
كليات جامعة تونكو عبد الرحمن الموجودة في حرم كامبار هي:
- كلية الأعمال والمالية
  - وزارة التجارة والمحاسبة
  - قسم الأعمال
  - قسم الاقتصاد
  - قسم ريادة الأعمال
  - دائرة المالية
  - قسم التسويق
- كلية تكنولوجيا المعلومات والاتصالات
  - قسم تكنولوجيا الحاسبات والاتصالات
  - قسم علم الحاسوب
  - قسم نظم المعلومات
- كلية العلوم
  - قسم العلوم الزراعية والغذائية
  - قسم العلوم البيولوجية
  - قسم العلوم الطبية الحيوية
  - قسم العلوم الكيميائية
  - قسم اللوجستيات والشحن الدولي
  - قسم العلوم الفيزيائية والرياضية
- كلية الهندسة والتكنولوجيا الخضراء
  - قسم إدارة البناء
  - قسم الهندسة الالكترونية
  - قسم الهندسة البيئية
  - قسم الهندسة الصناعية
  - قسم هندسة البتروكيماويات
- كلية الآداب والعلوم الاجتماعية
  - قسم الدعاية والإعلان
  - قسم الصحافة
  - قسم اللغات واللغويات
  - قسم علم النفس والإرشاد
  - قسم العلاقات العامة
- معهد الدراسات الصينية
  - قسم الدراسات الصينية
- مركز الدراسات التأسيسية (حرم كامبار)

### حرم سونجاي لونج الجامعي
يقع حرم جامعة تونكو عبد الرحمن سونجاي لونج الجامعي في بندر سنجاي لونج، كاجانغ، سلاغور.
كليات جامعة تونكو عبد الرحمن الموجودة في حرم سنجاي لونج هي:
- كلية الطب والعلوم الصحية
  - قسم علوم ما قبل السريرية
  - قسم الطب
  - قسم طب السكان
  - قسم الجراحة
  - قسم الطب الصيني
  - قسم التمريض
  - قسم العلاج الطبيعي
- كلية المحاسبة والإدارة
  - قسم المحاسبة
  - قسم الاقتصاد
  - قسم الأعمال الدولية
  - قسم إدارة المباني والممتلكات
- كلية لي كونغ تشيان للهندسة والعلوم
  - قسم العمارة والتصميم المستدام
  - قسم الهندسة الكيميائية
  - قسم الهندسة المدنية
  - قسم الهندسة الكهربائية والإلكترونية
  - قسم هندسة الإنترنت وعلوم الحاسب
  - قسم الرياضيات والعلوم الاكتوارية
  - قسم الهندسة الميكانيكية وهندسة المواد
  - قسم الميكاترونكس والهندسة الطبية الحيوية
  - قسم المساحة
- كلية الصناعات الإبداعية
  - قسم الاتصال الجماهيري
  - قسم تصميم الوسائط المتعددة والرسوم المتحركة
  - قسم الدراسات العامة
  - قسم اللغات الحديثة
  - قسم دراسات الألعاب
  - قسم الإعلام
  - قسم دراسات الطفولة المبكرة
- مركز الدراسات التأسيسية (سونجاي لونج)
- مركز التعليم الإرشادي

## الملف الأكاديمي

### قبول
هناك ثلاثة مآخذ كل عام في يناير ومايو وأكتوبر للتأسيس ودرجة البكالوريوس مع مرتبة الشرف وبرامج الدراسات العليا.
بالنسبة لمتطلبات القبول، يمكن للطلاب الحاصلين على شهادة التعليم الماليزية \ شهادة التعليم المهني الماليزي التقدم للحصول على برامج مؤسسة جامعة تونكو عبد الرحمن لمدة عام واحد مثل التأسيس في العلوم والتأسيس في الفنون. بعد ذلك، سيكون أولئك الذين أكملوا برامج التأسيس مؤهلين لمواصلة السنة الأولى من برامج درجة الشرف في جامعة تونكو عبد الرحمن. بخلاف شهادة برامج مؤسسة جامعة تونكو عبد الرحمن، يمكن للطلاب الحاصلين على مؤهلات أخرى مثل شهادة الثانوية الماليزية وشهادة الامتحان الموحد وشهادة الثانوية العامة بجنوب أستراليا والجامعة الكندية التقديم أيضًا لبرامج درجة البكالوريوس مع مرتبة الشرف. إلى جانب ذلك، يمكن للطلاب الحاصلين على دبلوم من كلية / مؤسسة / كلية الفنون التطبيقية التقدم أيضًا للقبول في برامج جامعة تونكو عبد الرحمن مع فرص الحصول على دخول ناجح عن طريق تحويل الرصيد.
ومع ذلك، يتعين على جميع الطلاب المحليين والأجانب المتقدمين للالتحاق ببرامج جامعة تونكو عبد الرحمن أن يكونوا بارعين في اللغة الإنجليزية حيث يتم تدريس جميع الدورات تقريبًا باللغة الإنجليزية (باستثناء بعض برامج الدرجات العلمية المتعلقة بالدراسات الصينية). عادة ما يحتاج الطلاب إلى الحصول على درجة ائتمانية / ذات صلة إما في اللغة الإنجليزية أو اللغة الإنجليزية على مستوى O أو شهادة الامتحان الموحدة للغة الإنجليزية أو اختبار اللغة الإنجليزية للجامعة الماليزية أو اختبار الإنجليزية كلغة أجنبية أو أيلتس أو إتقان C2 أو C1 متقدم أو سات أو (ACT).
يمكن للطلاب الذين يرغبون في التقدم للقبول أن يفعلوا ذلك عبر الإنترنت عن طريق ملء النماذج المتاحة على الموقع الرسمي لجامعة تونكو عبد الرحمن ويمكنهم أيضًا زيارة قسم ترويج البرامج في جامعة تونكو عبد الرحمن أو قسم القبول وتقييم الائتمان، المتاح في كل من حرم سونجاي لونج الجامعي وكامبار الحرم الجامعي لمزيد من المعلومات عن البرامج ومتطلبات القبول.

### التدريس والشهادات
يتكون هيكل مؤسسة جامعة تونكو عبد الرحمن وبرامج الدرجات العلمية بدوام كامل من ثلاثة فصول دراسية في السنة. يعتبر أول فصلين دراسيين لبرامج الدرجات العلمية بدوام كامل، والتي تبدأ في يناير ومايو، بمثابة فصول دراسية طويلة، والتي تتراوح من 19 إلى 20 أسبوعًا (عادةً ما يتم تلخيصها في 14 أسبوعًا من التدريس، و 3 أسابيع من الاختبار، و2 إلى 3 أسابيع أسابيع عطلة الفصل الدراسي)، الفصل الدراسي القصير لبرامج الدرجات العلمية بدوام كامل الذي يبدأ في أكتوبر هو فقط حوالي 13 أسبوعًا (7 أسابيع من التدريس، 3 أسابيع من الامتحان، 3 أسابيع من عطلة الفصل الدراسي). بالنسبة للدراسات التأسيسية، فإن أول فصلين دراسيين يبدأان أيضًا في يناير ومايو، يعتبران بمثابة فصول دراسية طويلة، والتي تبلغ حوالي 17 أو 19 أسبوعًا (عادةً ما يتم تلخيصها في 14 أسبوعًا من التدريس، وأسبوع واحد من الاختبار، وأسبوعان أو 4 أسابيع استراحة الفصل الدراسي)، الفصل الدراسي القصير الذي يبدأ في أكتوبر هو حوالي 16 أسبوعًا (12 أسبوعًا من التدريس، وأسبوع واحد من الامتحان، و3 أسابيع من عطلة الفصل الدراسي).
يتم التدريس في جامعة تونكو عبد الرحمن عادة من خلال المحاضرات والدروس التعليمية والفصول العملية. يتم إجراء محاضرة في جامعة تونكو عبد الرحمن في فصل دراسي كبير من قبل محاضر مؤهل (على الأقل مؤهل لدرجة الماجستير لبرامج درجة البكالوريوس). يمكن أن تستوعب فئة المحاضرة النموذجية في جامعة تونكو عبد الرحمن ما يصل إلى 200 أو 300 طالب. الدروس التعليمية هي الفصول الأصغر (تتكون عادة من 30 طالبًا) حيث يمكنك طرح الأسئلة وإجراء مناقشة مع المعلم أو الطلاب الآخرين. عادةً ما يتم ترتيب الفصول العملية لبرامج العلوم والهندسة وتكنولوجيا المعلومات التي تتطلب التعلم العملي من خلال العمل العملي أو المخبري.

### المنح الدراسية والدعم المالي
تقدم جامعة تونكو عبد الرحمن منحًا وقروضًا بناءً على المعايير التالية:
- يجب أن يكون مواطنًا ماليزيًا
- دخل والتزامات الأسرة والشخصية
- القدرة الدراسية والأداء الأكاديمي
- الشخصية والمشاركة في الأنشطة اللاصفية
- حصل على القبول في جامعة تونكو عبد الرحمن
- متابعة برامج التأسيس أو الدرجات العلمية بدوام كامل

قائمة المنح الدراسية لجامعة تونكو عبد الرحمن المتاحة:
- منح جامعة تونكو عبد الرحمن الدراسية لأفضل المتفوقين (منح دراسية كاملة أو نصف رسوم دراسية للبرامج التأسيسية والجامعية)
- منحة جامعة تونكو عبد الرحمن للرياضة والموهبة
- منحة جامعة تونكو عبد الرحمن - مؤسسه مؤهله للتبرعات (RM5.000 لخريجي محاسبة جامعة تونكو عبد الرحمن المسجلين في المؤسسة المؤهله للتبرعات)
- صندوق داتوك سيم مو يو - جامعة تونكو عبد الرحمن للمنح الدراسية (خاصةً لدرجة البكالوريوس في الآداب (مع مرتبة الشرف) في الدراسات الصينية)
- تان سري (دكتور) ليم جوه تونج - صندوق المنح الدراسية في جامعة تونكو عبد الرحمن
- جامعة تونكو عبد الرحمن - صندوق سن تشيو للتعليم اليومي
- جامعة تونكو عبد الرحمن - صندوق ستار للتعليم
- جامعة تونكو عبد الرحمن - منحة نانيانغ التعليمية
- منحة جامعة تونكو عبد الرحمن - المدرسة الثانوية الصينية المستقلة

تقدم جامعة تونكو عبد الرحمن أيضًا قروضًا للطلاب بدون فوائد للطلاب المحتاجين مالياً الذين يتابعون برامج درجة التأسيس أو البكالوريوس.

### الاعتماد والعضويات
تمت الموافقة على جميع البرامج الأكاديمية لجامعة تونكو عبد الرحمن من قبل وزارة التعليم العالي الماليزية ومعتمدة من وكالة المؤهلات الماليزية وإدارة الخدمة العامة.
تم منح جامعة تونكو عبد الرحمن حالة الاعتماد الذاتي من وكالة المؤهلات الماليزية التابعة لوزارة التعليم العالي، والتي تفوض جامعة تونكو عبد الرحمن لإجراء تقييمات ذاتية لاعتماد برامجها وفقًا للمعايير التي حددتها وكالة المؤهلات الماليزية، على الرغم من أن هذا الوضع يستثني بعض البرامج التي تتطلب اعتراف هيئة مهنية. حصلت جامعة تونكو عبد الرحمن على جائزة جامعة بريميير للتكنولوجيا الرقمية من مؤسسة ماليزيا للاقتصاد الرقمي.
جامعة تونكو عبد الرحمن هي عضو في تحالف خلاصة الأدوية الإلكترونية الأكاديمية الذي أنشأته شركة إي أم سي الأمريكية متعددة الجنسيات. الجامعة أيضًا عضو في رابطة جامعات الكومنولث، وجمعية تطوير كليات إدارة الأعمال أي أي سي أس بي، و عضو جامعي في التحالف على تعليم الأعمال والمنح الدراسية للغد.
| دورة | هيئة الاعتراف                                    |
| --- | ------------------------------------------------ |
| بكالوريوس تجارة (مع مرتبة الشرف) في المحاسبة | CPA، ACCA، CIMA، ICAEW, CTIM, ICSA, MICPA & MACS |
| بكالوريوس محاسبة (مع مرتبة الشرف) | CPA، ACCA، CIMA، ICAEW, CTIM, ICSA, MICPA & MIA  |
| بكالوريوس اتصالات (مع مرتبة الشرف) في العلاقات العامة بكالوريوس في الاقتصاد (مع مرتبة الشرف) في الاقتصاد العالمي بكالوريوس في إدارة الأعمال الدولية (مع مرتبة الشرف) بكالوريوس العلوم (مع مرتبة الشرف) في التكنولوجيا الحيوية | MAICSA                                           |
| بكالوريوس في إدارة الأعمال (مع مرتبة الشرف) بكالوريوس في إدارة الأعمال (مع مرتبة الشرف) في ريادة الأعمال بكالوريوس في الاقتصاد (مع مرتبة الشرف) في الاقتصاد المالي بكالوريوس تسويق (مع مرتبة الشرف) بكالوريوس العلوم (مع مرتبة الشرف) في التكنولوجيا الحيوية | MAICSA & MACS                                    |
| بكالوريوس علوم الحاسب (مع مرتبة الشرف) | MBOT & MAICSA                                    |
| بكالوريوس في الاقتصاد (مع مرتبة الشرف) في الاقتصاد المالي | CFA & MAICSA                                     |
| بكالوريوس في إدارة الأعمال (مع مرتبة الشرف) الأعمال المصرفية والمالية | CFA, ACCA, AICB, FPAM, MAICSA & MACS             |
| بكالوريوس في المالية (مع مرتبة الشرف) | CFA, ACCA, FPAM, MAICSA & MACS                   |
| بكالوريوس العلوم (مع مرتبة الشرف) في اللوجستيات والشحن الدولي | CILT, LogM & MBOT                                |
| بكالوريوس علوم (مع مرتبة الشرف) في الكيمياء | RSC                                              |
| بكالوريوس العلوم (مع مرتبة الشرف) في العلوم الاكتوارية | SOA                                              |
| بكالوريوس العلوم (مع مرتبة الشرف) في الرياضيات المالية | FPAM                                             |
| بكالوريوس العلوم (مع مرتبة الشرف) في الهندسة المعمارية | LAM                                              |
| بكالوريوس العلوم (مع مرتبة الشرف) في مسح الكميات | BQSM & RICS                                      |
| بكالوريوس في الهندسة (مع مرتبة الشرف) في الهندسة الطبية الحيوية بكالوريوس هندسة (مع مرتبة الشرف) في الهندسة الكيميائية بكالوريوس هندسة (مع مرتبة الشرف) هندسة مدنية بكالوريوس هندسة (مع مرتبة الشرف) في الإلكترونيات (شبكات الكمبيوتر) بكالوريوس هندسة (مع مرتبة الشرف) في الهندسة الكهربائية والإلكترونية بكالوريوس في الهندسة (مع مرتبة الشرف) في الهندسة الإلكترونية والاتصالات بكالوريوس هندسة (مع مرتبة الشرف) في الهندسة الإلكترونية بكالوريوس هندسة (مع مرتبة الشرف) في الهندسة البيئية بكالوريوس هندسة (مع مرتبة الشرف) في الهندسة الصناعية بكالوريوس هندسة (مع مرتبة الشرف) مواد وهندسة التصنيع بكالوريوس هندسة (مع مرتبة الشرف) في الهندسة الميكانيكية بكالوريوس هندسة (مع مرتبة الشرف) في هندسة الميكاترونكس بكالوريوس هندسة (مع مرتبة الشرف) في هندسة البتروكيماويات | BEM & IEM                                        |
| بكالوريوس في الهندسة (مع مرتبة الشرف) في الهندسة الطبية الحيوية | CIOB، RICS & MBOT                                |
| بكالوريوس في إدارة المباني والممتلكات (مع مرتبة الشرف) | BOVAEP                                           |
| بكالوريوس الآداب (مع مرتبة الشرف) في التصميم الجرافيكي والوسائط المتعددة بكالوريوس الآداب (مع مرتبة الشرف) في تصميم اللعبة بكالوريوس الآداب (مع مرتبة الشرف) في الرسوم المتحركة الرقمية بكالوريوس العلوم (مع مرتبة الشرف) في تطوير الألعاب بكالوريوس العلوم (مع مرتبة الشرف) في التكنولوجيا الحيوية بكالوريوس نظم معلومات (مع مرتبة الشرف) في هندسة نظم المعلومات بكالوريوس نظم معلومات (مع مرتبة الشرف) في نظم معلومات الأعمال بكالوريوس في تكنولوجيا المعلومات (مع مرتبة الشرف) في هندسة الحاسوب بكالوريوس في تكنولوجيا المعلومات (مع مرتبة الشرف) في شبكات الاتصالات بكالوريوس العلوم (مع مرتبة الشرف) في هندسة البرمجيات | MBOT                                             |
| بكالوريوس في إدارة الأعمال (مع مرتبة الشرف) في إدارة البيع بالتجزئة ماجستير في إدارة الأعمال (إدارة الشركات) | MACS                                             |
| ماجستير في إدارة الأعمال (حوكمة الشركات) | MACS & MAICSA                                    |

### تصنيفات الجامعة
تم تصنيف جامعة تونكو عبد الرحمن بشكل أساسي من خلال نظامين دوليين للترتيب، هما تصنيفات جامعة QS، وتصنيفات جامعة تايمز للتعليم العالي. تم تصنيف جامعة تونكو عبد الرحمن في المرتبة الثالثة بين المؤسسات الأكثر إنتاجية في تخصص البحث في التجارة المتنقلة وتطبيقاتها.

### تايمز للتعليم العالي
| عام  | مرتبة   | المثمن                                                                         |
| ---- | ------- | ------------------------------------------------------------------------------ |
| 2017 | 111-120 | تصنيفات جامعة تايمز للتعليم العالي في آسيا                                     |
| 2017 | 101-150 | تصنيفات جامعة تايمز للتعليم العالي يونغ                                        |
| 2017 | 14      | تصنيفات جامعة تايمز للتعليم العالي للشباب - جامعات الألفية                     |
| 2018 | 501-600 | تصنيفات جامعة تايمز للتعليم العالي العالمية                                    |
| 2018 | 99      | تصنيفات جامعة تايمز للتعليم العالي في آسيا                                     |
| 2018 | 114     | تصنيفات جامعة تايمز للتعليم العالي للاقتصاديات الناشئة                         |
| 2018 | 101-150 | تصنيفات جامعة تايمز للتعليم العالي يونغ                                        |
| 2018 | 111-120 | تصنيفات جامعة تايمز للتعليم العالي في آسيا والمحيط الهادئ                      |
| 2019 | 501-600 | تصنيفات جامعة تايمز للتعليم العالي العالمية                                    |
| 2019 | 117     | تصنيفات جامعة تايمز للتعليم العالي للاقتصاديات الناشئة                         |
| 2019 | 111-120 | تصنيفات جامعة تايمز للتعليم العالي في آسيا والمحيط الهادئ                      |
| 2019 | 101-200 | تصنيفات التايمز لتأثير التعليم العالي                                          |
| 2019 | 111     | تصنيفات جامعة تايمز للتعليم العالي في آسيا                                     |
| 2019 | 101-150 | تصنيفات جامعة تايمز للتعليم العالي يونغ                                        |
| 2020 | 501-600 | تصنيفات جامعة تايمز للتعليم العالي العالمية                                    |
| 2020 | 501+    | تصنيفات جامعة تايمز للتعليم العالي العالمية حسب الموضوع - الأعمال والاقتصاد    |
| 2020 | 601-800 | تصنيفات جامعة تايمز للتعليم العالي العالمية حسب الموضوع - الهندسة والتكنولوجيا |
| 2020 | 138     | تصنيفات جامعة تايمز للتعليم العالي للاقتصاديات الناشئة                         |
| 2020 | 201-300 | تصنيفات التايمز لتأثير التعليم العالي                                          |
| 2020 | 119     | تصنيفات جامعة تايمز للتعليم العالي في آسيا                                     |
| 2020 | 101-150 | تصنيفات جامعة تايمز للتعليم العالي يونغ                                        |
| 2021 | 501-600 | تصنيفات جامعة تايمز للتعليم العالي العالمية                                    |
| 2021 | 501-600 | تصنيفات جامعة تايمز للتعليم العالي العالمية حسب الموضوع - الأعمال والاقتصاد    |
| 2021 | 601-800 | تصنيفات جامعة تايمز للتعليم العالي العالمية حسب الموضوع - الهندسة والتكنولوجيا |

### واجهة المستخدم الخضراء
تصنف واجهة المستخدم الخضراء الدولية الجامعات سنويًا على أدائها المستدام في البنية التحتية والطاقة وتغير المناخ والنفايات والمياه والنقل والتعليم. يتم تنظيم الترتيب من قبل جامعة اندونيسيا.
| عام  | مرتبة |
| ---- | ----- |
| 2014 | 94    |
| 2015 | 106   |
| 2016 | 274   |
| 2017 | 116   |
| 2018 | 146   |
| 2019 | 102   |
| 2020 | 106   |

### وكالة الجودة الماليزية
- تعد MQA مسؤولة عن تصنيف مؤسسات التعليم العالي في ماليزيا (سيتارا) ونظام التصنيف القائم على الانضباط (D-SETARA).

| عام  | مرتبة                     | المثمن                   |
| ---- | ------------------------- | ------------------------ |
| 2011 | المستوى 5 (التميز)        | SETARA                   |
| 2012 | المستوى 5 (التميز)        | D-SETARA Engineering     |
| 2012 | المستوى 4 (جيد جدًا)       | D-SETARA Health Sciences |
| 2013 | المستوى 5 (التميز)        | SETARA                   |
| 2017 | المستوى 5 (التميز)        | SETARA                   |
| 2018 | المستوى 5 (تنافسي للغاية) | SETARA                   |

## الحياة الطلابية

### المجلس التمثيلي لطلبة جامعة تونكو عبد الرحمن
يمثل المجلس التمثيلي لطلاب جامعة تونكو عبد الرحمن جميع الطلاب داخل الجامعة. تأسست في يوليو 2012. بالإضافة إلى المجلس التمثيلي على المستوى الجامعي، كل حرم جامعي لديه مجلس على مستوى الحرم الجامعي: المجلس التمثيلي لطلا ب جامعة تونكو عبد الرحمن كامبار الحرم الجامعي و المجلس التمثيلي لطلاب جامعة تونكو عبد الرحمن نهر لونغ الحرم الجامعي.
تكون عضوية المجلس على النحو التالي:
جامعة المجلس التمثيلي الطلابي
- الرئيس
- نائب رئيس
- سكرتير
- أمين صندوق

الحرم الجامعي المجلس التمثيلي الطلابي
- الرئيس
- نائب رئيس
- سكرتير
- أمين صندوق
- 2 مدققين

ممثل عن كل كليات
- 5 ممثلين على مستوى الحرم الجامعي

### المجتمعات التي يديرها الطلاب
كلا الحرمين الجامعيين هما موطن لمجتمعات يديرها الطلاب منظمة حول الاهتمامات والهوايات والتطلعات المهنية المشتركة. اعتبارًا من مارس 2017، كان هناك 56 جمعية مسجلة.

### سكن الطلاب
اعتبارًا من عام 2017، لا يوجد في حرم كامبار ولا حرم سونجاي لونج بيوت الطلاب الخاصة بهم. ومع ذلك، يمكن للطلاب الوصول إلى مرافق الإقامة الخاصة.
عادةً ما يقيم الطلاب الذين يدرسون في حرم جامعة تونكو عبد الرحمن كامبار الجامعي في هذه المواقع:
- البحيرة الغربية
- إيستليك
- تامان ماهسوري إمبيان (كامبار ريزيدينسي)
- كامبار بوترا
- كامبوس ويست سيتي
- جناح حرم إيست تين الجامعي
- MH يونيلودج
- ممرات كامبار (أجاسيا)
- ميدو بارك

عادةً ما يقيم الطلاب الذين يدرسون في حرم سونجاي لونج الجامعي في هذه المواقع:
- سنجاي لونج SL) 1-15)
- مجمع فلورا جرين
- مجمع السرو
- مجمع البلوط والبندق
- مجمع فورست جرين السكني
- تامان تامينج إنداه
- تامان بوكيت سنجاي لونج
- ترويض إنداه
- بندر محكوتا شيراس BMC) 1-3) و5-9

## المؤسسات الشريكة
اعتبارًا من 22 نوفمبر 2020، أصبح لدى جامعة تونكو عبد الرحمن261 شريكًا جامعيًا و171 شريكًا صناعيًا.

فيما يلي القائمة الجزئية لشركاء جامعة جامعة تونكو عبد الرحمن:
| - أستراليا - جامعة موناش - جامعة RMIT - جامعة جريفيث - جامعة جنوب كوينزلاند - بروناي - جامعة بروني دار السلام - جامعة بروناي للتكنولوجيا - كمبوديا - جامعة نورتون - كندا - جامعة كارلتون - المعهد الوطني للبحوث العلمية - جامعة ريجينا - الصين - الأكاديمية الصينية للعلوم - جامعة الأكاديمية الصينية للعلوم - جامعة Xi’an Jiaotong - جامعة هواشياو - جامعة شينزين - جامعة شيامن - جامعة تيانجين - جامعة بكين جياوتونغ - جامعة نورث وسترن للفنون التطبيقية - جامعة شينجيانغ نورمال - جامعة الصين للعلوم السياسية والقانون - جامعة غوانغكسي الطبية - جامعة قوانغتشو للطب الصيني - جامعة خنان للطب الصيني - جامعة شنيانغ للتكنولوجيا الكيميائية - جامعة جنوب الصين الزراعية - جامعة تشجيانغ للدراسات الدولية - جامعة هايكو للاقتصاد - جامعة قويلين للتكنولوجيا - جامعة آنهوي نورمال - جامعة أنهوي للمالية والاقتصاد - جامعة تشنغدو العادية - جامعة دزو - جامعة فوجيان للأعمال - جامعة فوجيان للطب الصيني التقليدي - جامعة جوانجكسي - جامعة جوانجكسي العادية - جامعة قوانغشي للقوميات - جامعة قوانغشي للطب الصيني - جامعة غوانغشي للمالية والاقتصاد - جامعة قوانغشى للغات الأجنبية - جامعة قوييانغ - جامعة قويتشو - جامعة قويتشو مينزو - جامعة قويتشو للمالية والاقتصاد - جامعة خنان للطب الصيني - جامعة Hengyang Normal - جامعة يانغتشو - فرنسا - تليكوم ليل 1 - جامعة السوربون باريس نورد - جامعة دورتموند للعلوم التطبيقية والفنون - جامعة ريغنسبورغ للعلوم التطبيقية - جامعة راين مين للعلوم التطبيقية - جامعة الساحل الغربي للعلوم التطبيقية - اليونان - جامعة غرب أتيكا | - هونج كونج - جامعة هونغ كونغ - جامعة مدينة هونغ كونغ - جامعة شو يان - الهند - كلية سيجما للهندسة المعمارية - معهد فيلور للتكنولوجيا - إندونيسيا - جامعة البتراء المسيحية - جامعة جدة مدى - جامعة سورابايا - جامعة وارميديوا - جامعة أتما جايا الكاثوليكية في إندونيسيا - جامعة إندونيسيا للتربية - الجامعة الإسلامية في إندونيسيا - مدرسة لندن للعلاقات العامة - جامعة شيعة كوالا - جامعة 17 أغسطس 1945 سيمارانج - أيرلندا - جامعة ليمريك - اليابان - جامعة تسوكوبا - جامعة توياما - جامعة كيتاكيوشو - جامعة كوبي - جامعة سوكا - جامعة جيفو - جامعة جوزاي - جامعة هيروساكي - جامعة هوكوريكو - جامعة كانساي للدراسات الدولية - جامعة آيتشي جاكوين - جامعة أوياما جاكوين - جامعة كوانسي جاكوين - جامعة جيسن النسائية - معهد كاناغاوا للتكنولوجيا - معهد كيوشو للتكنولوجيا - معهد شيبورا للتكنولوجيا - معهد موروران للتكنولوجيا - معهد نارا للعلوم والتكنولوجيا - ماليزيا - جامعة مالايا - جامعة تكنولوجى ماليزيا - جامعة سينس ماليزيا - جامعة مارا للتكنولوجيا - يونيفرسيتي ماليزيا بيرليس - حرم جامعة نوتنغهام ماليزيا - كلية تونكو عبد الرحمن الجامعية - جامعة بتروناس للتكنولوجيا - جامعة الوسائط المتعددة - جامعة وسان المفتوحة - المكسيك - جامعة كوليما - الباكستان - جامعة لاهور جاريسون - الفلبين - جامعة دي لا سال - بولندا - جامعة فروكلاف للاقتصاد - طاجيكستان - جامعة طاجيكستان التقنية - روسيا - جامعة الشرق الأقصى الفيدرالية | - كوريا الجنوبية - جامعة هانيانغ - جامعة دونغسيو - جامعة إنجي - جامعة موكون - جامعة موكبو الوطنية - جامعة موكبو الوطنية البحرية - جامعة كوريا البحرية والمحيطات - جامعة كوكمين - كلية بوسان للطالبات - إسبانيا - جامعة كاتوليكا سان أنطونيو دي مورسيا - تايوان - أكاديميا سينيكا - جامعة تايوان الوطنية - جامعة تسينغ هوا الوطنية - جامعة تشنغ كونغ الوطنية - الجامعة الوطنية تشياو تونغ - جامعة يانغ مينج الوطنية - جامعة تايوان الوطنية للعلوم والتكنولوجيا - جامعة تايوان الوطنية العادية - جامعة تايوان الوطنية للمحيطات - جامعة تايبيه الوطنية للتكنولوجيا - جامعة تايبيه الوطنية للتمريض والعلوم الصحية - جامعة تايبيه الوطنية للتعليم - جامعة كاوشيونغ الوطنية للعلوم والتكنولوجيا - جامعة كاوشيونغ العادية الوطنية - جامعة يونلين الوطنية للعلوم والتكنولوجيا - جامعة بينغتونغ الوطنية للعلوم والتكنولوجيا - جامعة فنغ شيا - جامعة تامكانغ - جامعة تونغهاي - جامعة تزو تشي - جامعة شانجهوا الوطنية للتعليم - تنزانيا - معهد الإدارة المالية - أكاديمية مواليمو نيريري التذكارية - تايلاند - جامعة كاسيتسارت - جامعة ناريسوان - جامعة ماي فاه لوانغ - جامعة سوراناري للتكنولوجيا - جامعة الملك مونغكوت للتكنولوجيا شمال بانكوك - جامعة الملك مونغكوت للتكنولوجيا ثونبوري - جامعة راجبات بيبولسونغ كرام - المملكة المتحدة - جامعة ليدز - جامعة ستراثكلايد - الحصول على الصورة المجانية تشكل عشرات من خلفيات الحرة - الولايات المتحدة الأمريكية - جامعة تشاتام - جامعة ولاية إلينوي - جامعة تيمبل - جامعة كاليفورنيا، لوس أنجلوس - جامعة ديلاوير - جامعة ويسترن ميشيغان - تركيا - جامعة أوندوكوز مايس - فيتنام - جامعة هوا سين - جامعة ترا فينه - جامعة الاقتصاد، مدينة هو تشي مينه |

## خريج متميز
- داتين بادوكا تشيو مي فن، نائبة وزارة شؤون المرأة والأسرة وتنمية المجتمع في ماليزيا (2009-2010)
- جولان تان كوك بينغ، سياسي
- ليو يوان يوان (刘元 元)، المضيف
- تشي جون تشرنج (朱俊丞)، ممثل
- جوليا فرحانة مارين، ممثل
- كارين كونغ تشنغ تشي (龚 柯 允)، مغني
- جوان لاي، بطلة أسترو TVB8 دقيقة إلى الشهرة 2006
- أوي وين ليه، بطل أسترو ستار كويست 2016

## روابط خارجية
- الموقع الرسمي